# Атлантичне Командування Збройних сил США
Атлантичне Командування Збройних сил США (англ. United States Atlantic Command; у 1947 по 1993 — USLANTCOM, з 1993 по 1999 — USACOM) — колишнє Об'єднане Командування Збройних сил США, що перебувало у складі подібних структур міністерства оборони США в період з 1947 по 1999 роки.

## Історія
Атлантичне Командування Збройних сил США було засноване 3 лютого 1947 з покладанням на нього відповідальності планування, підготовку та ведення військових операцій в акваторії та найближчому узбережжі Атлантичного океану. Через свою специфіку це командування очолювали зазвичай адмірали американського флоту, головною роллю яких було морська оборона атлантичних шляхів від зазіхань радянського флоту. У підпорядкуванні Командування перебував Атлантичний флот США, командування оборони Ісландії.
З початком Холодної війни Командування грало критичну роль у забезпеченні гарантій європейським країнам НАТО в спроможності доставлення американських військ, озброєння та військової техніки на континент за умови загрози радянського вторгнення. Протягом десятиліть у взаємодії з партнерами по коаліції керівний склад USLANTCOM опрацьовував питання контролю та управління ключовими військово-морськими базами на атлантичному узбережжі, а також здійснював безпосереднє керівництво процесом перекидання військ США Північною Атлантикою до цих портів та порядок їх зосередження і розгортання в Європі. Через суттєву загрозу радянських підводних човнів в Атлантиці, американські кораблі, літаки та субмарини проводили постійний моніторинг ситуації у визначених зонах, впроваджуючи безпеку.
Після завершення Холодної війни, в 1993 році Атлантичне Командування було трансформоване у нову структуру USACOM, в підпорядкування якої увійшли Командування сил армії США та Бойове командування Повітряних сил США. У 1999 році командування перетворили на Міжвидове Командування Збройних сил США.

## Список командувачів Атлантичного командування
| N   | Фото | Ім'я                            | Початок           | Завершення        | Прим.                                                                                     |
| --- | ---- | ------------------------------- | ----------------- | ----------------- | ----------------------------------------------------------------------------------------- |
| 1.  |      | адмірал Вільям Бленді, ВМС      | 3 лютого 1947     | 1 лютого 1950     | [ 1 ]                                                                                     |
| 2.  |      | адмірал Вільям Фечтелер, ВМС    | 1 лютого 1950     | 15 серпня 1951    |                                                                                           |
| 3.  |      | адмірал Лінде Маккормік, ВМС    | 15 серпня 1951    | 12 квітня 1954    |                                                                                           |
| 4.  |      | адмірал Джеральд Райт, ВМС      | 12 квітня 1954    | 28 лютого 1960    |                                                                                           |
| 5.  |      | адмірал Роберт Деннісон, ВМС    | 28 лютого 1960    | 30 квітня 1963    |                                                                                           |
| 6.  |      | адмірал Гарольд Пейдж Сміт, ВМС | 30 квітня 1963    | 30 квітня 1965    |                                                                                           |
| 7.  |      | адмірал Томас Гінмен Мурер, ВМС | 30 квітня 1965    | 17 червня 1967    |                                                                                           |
| 8.  |      | адмірал Ефраїм Холмс, ВМС       | 17 червня 1967    | 30 вересня 1970   |                                                                                           |
| 9.  |      | адмірал Чарльз Дункан, ВМС      | 30 вересня 1970   | 31 жовтня 1972    |                                                                                           |
| 10. |      | адмірал Ральф Казінс, ВМС       | 31 жовтня 1972    | 30 травня 1975    |                                                                                           |
| 11. |      | адмірал Ісаак Кідд, ВМС         | 30 травня 1975    | 30 вересня 1978   |                                                                                           |
| 12. |      | адмірал Гаррі Трейн II, ВМС     | 30 вересня 1978   | 30 вересня 1982   |                                                                                           |
| 13. |      | адмірал Веслі Макдональд, ВМС   | 30 вересня 1982   | 27 листопада 1985 |                                                                                           |
| 14. |      | адмірал Лі Баггетт, ВМС         | 27 листопада 1985 | 22 листопада 1988 |                                                                                           |
| 15. |      | адмірал Френк Келсо II, ВМС     | 22 листопада 1988 | 18 травня 1990    |                                                                                           |
| 16. |      | адмірал Леон Едні, ВМС          | 18 травня 1990    | 13 липня 1992     |                                                                                           |
| 17. |      | адмірал Пол Девід Міллер, ВМС   | 13 липня 1992     | 31 жовтня 1994    |                                                                                           |
| 18. |      | генерал Джон Шиган, КМП         | 31 жовтня 1994    | 24 вересня 1997   |                                                                                           |
| 19. |      | адмірал Гарольд Гехман, ВМС     | 24 вересня 1997   | 7 жовтня 1999     | продовжив службу командувачем Міжвидового Командування Збройних сил США до 5 вересня 2000 |